# 아리 밴드

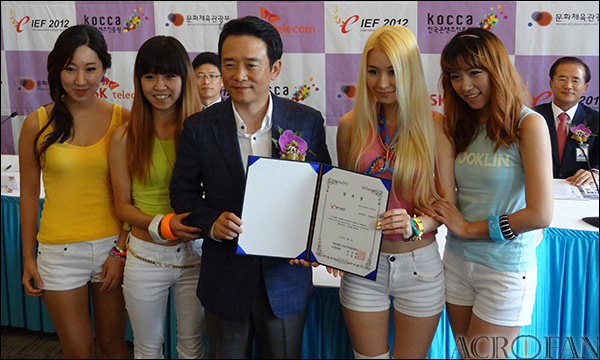
아리밴드와 남경필

아리 밴드는 아리, 진아, 지혜, 리쥬로 구성된 대한민국의 걸밴드이다.

## 멤버
- 아리: 리더, 보컬
- 진아: 기타
- 지혜: 베이스
- 리쥬: 드럼

## 앨범
- Kiss Me Darling
- Oh! You
- Oh! You (Take 3)